# É o Amor
É o Amor (portugiesisch für: Es ist die Liebe) ist ein Dokumentarfilm des portugiesischen Regisseurs João Canijo aus dem Jahr 2013.

## Inhalt
Der Zuschauer begleitet hier die Frauen, die jeden Morgen in aller Frühe von Caxinas, einem Fischerdorf der Gemeinde und des Kreises Vila do Conde, zusammen in einem Kleinbus zum Großmarkt fahren, um dort den angelandeten Fisch zu kaufen und abzutransportieren. Der Film zeigt die Fischfrauen, die von den Fischern und der Organisation des Fischverkaufs abhängen, die aber ebenso dafür sorgen, dass der Fisch verkauft wird. Es wird der Alltag der Frauen gezeigt, wie sie miteinander arbeiten, welche Sorgen sie haben, wie sie miteinander kommunizieren, welche Gedanken sie austauschen und was sie allgemein beschäftigt, so auch, wie sie ihre Freizeit verbringen.

## Produktion
Der Film wurde von den Filmproduktionsgesellschaften Curtas Metragens Crl und Midas Filmes produziert, mit Unterstützung durch den öffentlich-rechtlichen Fernsehsender RTP und die Filmförderungsanstalt ICA (Instituto do Cinema e do Audiovisual).
Der Regisseur porträtiert hier die Welt der Fischfrauen, mit Hilfe der Schauspielerin Anabela Moreira, die sich hier unter die echten Fischfrauen mischt und eine von ihnen spielt. Zusammen mit dem Regisseur schrieb sie auch das Drehbuch und war zudem für einen Teil der Kameraaufnahmen verantwortlich.

## Rezeption
Eine erste, noch unfertige und anders geschnittene Version lief bereits am 15. Dezember 2012 in Vila do Conde, zum Abschluss des Estaleiro-Kunstprojektes. Seine Premiere feierte der Film am 19. April 2013 im Wettbewerb des Lissabonner Filmfestivals IndieLisboa und kam am 25. April 2013, dem 39. Jahrestag der Nelkenrevolution, in die Kinos, wo er in nur zwei Kinos anlief (1 × Großraum Lissabon, 1 × Großraum Porto) und mit 4.045 Zuschauern dennoch vergleichsweise erfolgreich war.
Er erhielt einige Filmpreise, so den TAP-Preis als bester als portugiesischer Film beim IndieLisboa 2013, den Prémio Sophia für seinen Schnitt, den Globo de Ouro 2014 als bester Film, und auch bei den Caminhos do Cinema Português wurde er als bester Film ausgezeichnet.
É o Amor erschien 2013 bei Midas Filmes als DVD.